# Barraca de pedra seca Mare Nostrum
La Barraca de pedra seca Mare Nostrum és una obra de Tarragona protegida com a Bé Cultural d'Interès Local.

## Descripció
S'hi accedeix pel camí de la Budellera, des de la N-340. Es tracta del camí que s'agafa per a anar a l'escola Mare Nostrum. La construcció és una barraca de pedra seca de planta quadrada i de 4 m de costat. La porta és de pedra i presenta una llinda plana. En aquesta hi ha un espai arrebossat on hi ha gravat l'any de la construcció que, malgrat que no es pot veure correctament, estaria dins del segle xix.